# Luduș
Luduș (pronunciació en romanès: [ˈLuduʃ]; en hongarès: Marosludas o Ludas; Pronunciació hongaresa : [ˈmɒroʃludɒʃ], alemany: Ludasch) és una ciutat de Transsilvània, Romania al comtat de Mureș, 44 km al sud-oest de la capital del comtat, Târgu Mureș.
Sis pobles són administrats per la ciutat: Avrămești (Eckentelep), Cioarga (Csorga), Ciurgău (Csorgó), Fundătura (Mezőalbisitelep o Belsőtelep), Gheja (Marosgezse) i Roșiori (Andrássytelep).

## Història
- 1330 - Esmentat per primera vegada com Plehanus de Ludas.
- 1377 - Esmentat en una transacció entre dos nobles hongaresos.
- 1930 - 5.085 habitants.
- De 1940 a 1944, els hongaresos van ocupar la ciutat. La població jueva és assassinada durant la matança de Luduș del 5 al 13 de setembre de 1944.
- 1960 - Luduș es va convertir en una ciutat.
- 1966 - 11.794 habitants.
- 2002 - 17.497 habitants.

## Demografia
El 2011 tenia 15.328 habitants; d'ells, el 65,9% eren romanesos, el 23,2% eren hongaresos i el 6,3% eren gitanos.
El 1850, la ciutat tenia 1.166 habitants. Composició ètnica de la ciutat segons el cens de 1850:
- Romanesos: 1.065 (91,34%)
- Hongarès: 34 (2,92%)[2]

El 1910 la ciutat tenia 4632 habitants. Composició ètnica de la ciutat segons el cens de 1910:
- Hongaresos: 3.116 (67,27%)
- Romanesos: 1.385 (29,9%)[2]